# Говоренки
Говоренки — село в Одоевском районе Тульской области России.
В рамках административно-территориального устройства является центром Говоренковской сельской администрации Одоевского района, в рамках организации местного самоуправления включается в сельское поселение Северо-Одоевское.

## География
Расположено в 12 км к северо-западу от райцентра, посёлка городского типа Одоев, и в 69 км к западу к областного центра, г. Тулы.

## Население
| 2002 | 2010 |
| ---- | ---- |
| 413  | ↗439 |